# Percy Hodge
Percy Hodge (Herm, 26 december 1890 – Bexhill-on-Sea, 27 december 1967) was een Britse atleet, die gespecialiseerd was in de 3000 m steeple. Hij werd olympisch kampioen en meervoudig Brits kampioen in deze discipline.

## Biografie
Op de Olympische Spelen van 1920 in Antwerpen werd voor de eerste maal de 3000 m steeple gelopen. Deze wedstrijd vond, in tegenstelling tot latere edities, op gras plaats. Percy Hodge gold als de favoriet voor de overwinning en won deze race met 50 meter voorsprong op nummer twee Patrick Flynn uit de Verenigde Staten met een tijd van 10.00,4. Hodge deed ook mee aan de voorronde van de 3000 m voor landenteams op deze Spelen. Groot-Brittannië behaalde op dit onderdeel ten slotte de zilveren medaille.
Hodge was ook een kampioen op de 2 Eng. mijl steeple in 1919, 1920, 1921 en 1923. Hij werd negende op het internationale kampioenschap veldlopen en hielp zijn team in 1920 aan een eerste plaats.
In zijn actieve tijd was Hodge aangesloten bij de Surrey Athletic Club.

## Titels
- Olympisch kampioen 3000 m steeple - 1920
- Brits kampioen 2 Eng. mijl steeple - 1919, 1920, 1921, 1923

## Persoonlijk record
| Onderdeel           | Prestatie | Jaar |
| ------------------- | --------- | ---- |
| 440 yd              | 50,2 s    | 1917 |
| 800 m               | 1.58,5    | 1921 |
| 1 Eng. mijl         | 4.32,6    | 1916 |
| 3000 m steeple      | 10.00,4   | 1920 |
| 2 Eng. mijl steeple | 10.57,2   | 1921 |

## Palmares

### 3000 m steeple
- 1920:  OS - 10.00,4 (OR)

### 2 Eng. mijl steeple
- 1919:  Britse kamp. - 11.53,6
- 1920:  Britse kamp. - 11.22,8
- 1921:  Britse kamp. - 10.57,2
- 1923:  Britse kamp. - 11.13,6

1920: Percy Hodge ·
1924: Ville Ritola ·
1928: Toivo Loukola ·
1932: Volmari Iso-Hollo ·
1936: Volmari Iso-Hollo ·
1948: Tore Sjöstrand ·
1952: Horace Ashenfelter ·
1956: Chris Brasher ·
1960: Zdzisław Krzyszkowiak ·
1964: Gaston Roelants ·
1968: Amos Biwott ·
1972: Kipchoge Keino ·
1976: Anders Gärderud ·
1980: Bronisław Malinowski ·
1984: Julius Korir ·
1988: Julius Kariuki ·
1992: Matthew Birir ·
1996: Joseph Keter ·
2000: Reuben Kosgei ·
2004: Ezekiel Kemboi ·
2008: Brimin Kipruto ·
2012: Ezekiel Kemboi ·
2016: Conseslus Kipruto ·
2020: Soufiane El Bakkali ·
2024: Soufiane El Bakkali
- Bibliothèque nationale de France: cb16622201t (data)
- International Standard Name Identifier: 0000 0004 5098 4351
- Virtual International Authority File: 316737867